# Eleição municipal de Campos dos Goytacazes em 2000
A eleição municipal de Campos dos Goytacazes em 2000 foi realizada em 1º de outubro para eleger 1 (um) prefeito, mais o vice-prefeito de seu partido ou coligação e 21 vereadores para a Câmara Municipal de Campos. O prefeito e o vice-prefeito eleitos assumiram os cargos no dia 1 de janeiro de 2001 e seus mandatos terminaram no dia 31 de dezembro de 2004. 
O prefeito vigente era Arnaldo Vianna, do PDT, vice-prefeito eleito em 1996 que assumiu o mandato em 2 de abril de 1998 após a renúncia do titular Anthony Garotinho para concorrer ao governo do estado naquele ano, sendo eleito. Vianna concorreu à reeleição e venceu em primeiro turno com 65,96% dos votos válidos, contra 25,73% de Paulo Feijó, do PSDB, e 4,97% de Luiza Botelho, candidata do PT. Com 4.828 votos, Nelson Nahim, do PDT, foi o vereador mais votado entre os vinte e um eleitos.

## Antecedentes
Na eleição de 1996, o radialista Anthony Garotinho (PDT) foi eleito prefeito de Campos pela segunda vez com 70,61% dos votos válidos em primeiro turno, derrotando o ex-prefeito e ex-deputado estadual Rockfeller de Lima, candidato pelo PFL. No entanto, Garotinho permaneceu por 1 ano e 3 meses no cargo, já que renunciou em 2 de abril de 1998 para disputar pela segunda vez a eleição ao governo do estado do Rio de Janeiro, sendo eleito em outubro do mesmo ano ao derrotar o ex-prefeito da capital Cesar Maia (PFL) no segundo turno. O vice-prefeito Arnaldo Vianna (PDT) assumiu o cargo e, de acordo com a lei eleitoral, estava apto para disputar a reeleição em 2000.

## Candidatos
|  | Nº | Candidato(a) a prefeito | Candidato(a) a prefeito                        | Candidato(a) a vice-prefeito | Candidato(a) a vice-prefeito                             | Coligação |
|  | -- | ----------------------- | ---------------------------------------------- | ---------------------------- | -------------------------------------------------------- | --- |
|  | 12 |                         | Arnaldo Vianna (PDT) Arnaldo França Vianna     |                              | Geraldo Pudim (PDT) Geraldo Roberto Siqueira de Souza    | A Força do Povo - Partido Democrático Trabalhista (PDT) - Partido Verde (PV) - Partido Trabalhista Nacional (PTN) - Partido Geral dos Trabalhadores (PGT) - Partido de Reedificação da Ordem Nacional (PRONA) - Partido Progressista Brasileiro (PPB) - Partido Social Liberal (PSL) - Partido Social Democrático (PSD) - Partido da Social Democrata Cristão (PSDC) - Partido Liberal (PL) - Partido Social Cristão (PSC) - Partido Comunista do Brasil (PCdoB) - Partido Trabalhista do Brasil (PTdoB) - Partido Socialista Brasileiro (PSB) - Partido Social Trabalhista (PST) |
|  | 13 |                         | Luiza Botelho (PT) Luiza Maria Gomes Botelho   |                              | Talis Filho (PT) Talis Martins dos Santos Filho          | Sem coligação - Partido dos Trabalhadores (PT) |
|  | 23 |                         | Euzy Peixoto (PPS) Euzy Moreira Peixoto        |                              | Salvador Oliveira (PPS) Salvador Cruz de Oliveira        | Sem coligação - Partido Popular Socialista (PPS) |
|  | 31 |                         | Sadi Bogado (PHS) Sadi Coube Bogado            |                              | Carlos Carneiro (PHS) Carlos da Silva Carneiro           | Sem coligação - Partido Humanista da Solidariedade (PHS) |
|  | 45 |                         | Paulo Feijó (PSDB) Paulo Fernando Feijó Torres |                              | Rockefeller de Lima (PFL) Rockefeller Felisberto de Lima | Desperta Campos - Partido da Social Democracia Brasileira (PSDB) - Partido do Movimento Democrático Brasileiro (PMDB) - Partido da Frente Liberal (PFL) - Partido da Mobilização Nacional (PMN) - Partido Trabalhista Brasileiro (PTB) |

## Resultado da eleição para prefeito
| 1º Turno 1 de outubro de 2000 | 1º Turno 1 de outubro de 2000 | 1º Turno 1 de outubro de 2000 | 1º Turno 1 de outubro de 2000 |
| Candidato(a)                  | Vice                          | Votação                       | Votação                       |
| Candidato(a)                  | Vice                          | Total                         | Porcentagem                   |
| ----------------------------- | ----------------------------- | ----------------------------- | ----------------------------- |
| Arnaldo Vianna (PDT)          | Geraldo Pudim (PDT)           | 140.359                       | 65,96%                        |
| Paulo Feijó (PSDB)            | Rockefeller de Lima (PFL)     | 54.761                        | 25,73%                        |
| Luiza Botelho (PT)            | Talis Filho (PT)              | 10.570                        | 4,97%                         |
| Sadi Bogado (PHS)             | Carlos Carneiro (PHS)         | 3.889                         | 1,83%                         |
| Euzy Peixoto (PPS)            | Salvador Oliveira (PPS)       | 3.207                         | 1,51%                         |
| Total de votos válidos        | Total de votos válidos        | 212.786                       | 100,00%                       |
| Votos apurados                |                               |                               |                               |
| Votos válidos                 | Votos válidos                 | 212.786                       | 92,81%                        |
| Votos em branco               | Votos em branco               | 4.162                         | 1,82%                         |
| Votos nulos                   | Votos nulos                   | 12,317                        | 5,37%                         |
| Total de votos apurados       | Total de votos apurados       | 229.265                       | 100,00%                       |
| Eleitores                     |                               |                               |                               |
| Comparecimento                | Comparecimento                | 229.265                       | 83,60%                        |
| Abstenções                    | Abstenções                    | 44.984                        | 16,40%                        |
| Total de eleitores            | Total de eleitores            | 274.249                       | 100,00%                       |